# Kurubaramallenahalli, Pandavapura
Kurubaramallenahalli là một làng thuộc tehsil Pandavapura, huyện Mandya, bang Karnataka, Ấn Độ.